# Sporotrichum chrysospermum
Sporotrichum chrysospermum är en svampart som beskrevs av Harz 1871. Sporotrichum chrysospermum ingår i släktet Sporotrichum och familjen Fomitopsidaceae.   Inga underarter finns listade i Catalogue of Life.